# Christian Jeanjean
Pour les articles homonymes, voir Jeanjean.
Christian Jeanjean, né le 16 février 1942 à Montpellier, est un homme politique français.

## Biographie
Christian Jeanjean a passé son enfance à Palavas-les-Flots, dont il est devenu l'historien. Christian Jeanjean a également été juge au tribunal de commerce de Montpellier.

### Études
Titulaire d’un doctorat et lauréat de la Faculté de droit et des sciences économiques de l'université Montpellier 1, il a été assistant dans cette même faculté.
Il a effectué ses études secondaires à Montpellier et primaires à Palavas-Les-Flots.

### Carrière
Christian Jeanjean a été maître de Conférences à l'école d'application de l'Infanterie de Montpellier où il a effectué son service militaire.
Entrepreneur, il fut ensuite pendant 11 ans juge élu au Tribunal de Commerce de Montpellier, avant de devenir Président de la Confédération générale des Petites et Moyennes Entreprises (CGPME- Montpellier).

### Parcours politique
Implanté dans la commune de Palavas-les-Flots (Hérault) dont il est maire depuis 1989, il est élu conseiller général puis député le 16 juin 2002, pour la XIIe législature (2002-2007), dans la 1re circonscription de l'Hérault. Il siège pendant cinq années à l'Assemblée Nationale où il fait partie du groupe UMP.
Fin 2004, il décide avec le conseil municipal de Palavas-les-Flots de faire sortir sa commune de la communauté d'agglomération Montpellier Agglomération pour rejoindre la communauté de communes du pays de l'Or, à la suite de nombreux désaccords avec Georges Frêche, alors président du conseil d'agglomération. Depuis la sortie de l'agglomération de Montpellier, Christian Jeanjean a, avec l'aide de la communauté de communes du pays de l'Or, raccordé la ville de Palavas-les-Flots à la station Maera pour le traitement des eaux usées, réalisé une piscine , un centre aéré, une crèche...
En 2007, il décide de ne pas se représenter aux élections législatives. Il soutient la candidature de Jacques Domergue qui est élu député de la 1re circonscription le 17 juin 2007.[réf. nécessaire]
De 2007 à 2008, Christian Jeanjean est élu président départemental de l'UMP.
Le 9 mars 2008, Christian Jeanjean a été réélu à la mairie de Palavas-les-Flots avec 72,5 % des suffrages au premier tour.
Lors de l'élection régionale de 2010 en Languedoc-Roussillon, Christian Jeanjean, défait lors des primaires internes à l'UMP face à Raymond Couderc, présente sa propre liste, soutenue par le CNI et le Parti libéral démocrate. Le 14 mars 2010, celle-ci recueille 2,03 % des suffrages.
À cette occasion, il crée un parti politique à vocation nationale : l'Union Républicaine et Populaire (URP). Il quitte ce parti et Jean-Louis Soulié en prend la tête.[réf. nécessaire]
Pour les élections législatives de 2012, Christian Jeanjean est candidat pour l'UMP sur la première circonscription de l'Hérault. Il obtient 49,9 % des voix au second tour.
Candidat aux élections municipales en mars 2014, Christian Jeanjean devance le candidat sans étiquette Mathieu Soliveres de 9 voix mais son élection est invalidée par le Tribunal Administratif de Montpellier. Un recours a été formé devant le Conseil d'état.
Sa liste est réélue dès le premier tour le dimanche 24 mai 2015 avec 50,2 % des voix. Il est formellement réélu maire de Palavas le samedi 30 mai 2015.

## Synthèse des mandats
- Depuis le 20 mars 1989 : Maire de Palavas-les-Flots (Hérault) ;
- Vice-président de la communauté d'agglomération du pays de l'Or ;
- 19 juin 2002 - 19 juin 2007 : député de la 1re circonscription de l'Hérault ;
- 23 mars 1998 - 1er octobre 1999 : conseiller général de l'Hérault, élu dans le canton de Lattes.

## Publications
- Recueil de poésies :
  - Christian Jeanjean (ill. Jean-Michel Noquet), Palavas-les-Flots (Poésies), Palavas-les-flots, imp. Jouve (Mayenne), 2004, ill. en coul. 88, 32 cm (OCLC 742938313, présentation en ligne)
- Ouvrages historiques :
  - La société des quirataires au 18e siècle, par Christian Jeanjean[13].
  - Christian Jeanjean, Histoire de Palavas-les-Flots et des Palavasiens (Thèse sur la commune), Palavas-les-flots, Impr. R. Roux. rééd. Mairie de Palavas-les-Flots (réimpr. 1992 et 2013) (1re éd. 1985), ill., couv. ill., 246, 30 cm (OCLC 799070834, BNF 43858758, SUDOC 005178363, présentation en ligne, lire en ligne)
  - Christian Jeanjean, Danielle et Roland Jolivet (Photographies et illustrations en noir & blanc), La vie palavasienne, Montpellier, chez l'auteur, Imp. Déhan, 1986, 125 p., br, 20 × 25 cm (SUDOC 008603790, présentation en ligne)
- Ouvrage sur l'économie touristique : Vous aimez le Languedoc-Roussillon - Moi aussi!, par Christian Jeanjean.

## Distinctions
L'intérêt qu'il porte à la vie de sa région par les actions qu'il y entreprend lui vaut de nombreuses distinctions.
- La médaille d'or du tourisme ;
- La Marianne d'Or du développement durable 2003 et 2013[14] ;
- La médaille d'argent de la jeunesse et des sports ;
- La médaille du Richelieu International Club de la Francophonie ;
- L'Étoile d'argent de la Courtoisie Française.